# Roxana Andronescu
Roxana Andronescu (n. 12 noiembrie 1976) este o cântăreață română.
S-a făcut remarcată în industria muzicală românească în trupele MB&C și Capuccino, pentru ca mai apoi să își contureze imaginea ca solistă a trupei Spin.
Roxana, și-a urmat în continuare meseria de cascador, dar și dragostea pentru artă, compunând și făcând colaborări cu trupe importante din industrie precum BUG Mafia.
În anul 2013, Roxana a părăsit formația Spin și tot în 2013, Roxana și-a început cariera solo, lansând primul ei single "Sorry's ok" (cu varianta în limba română - "Dacă ai visa").